# Bryan Bickell
Bryan Bickell (* 9. března 1986, Orono, Ontario, Kanada) je bývalý kanadský hokejový útočník, který hrál v týmu Chicago Blackhawks v severoamerické lize (NHL). Byl součástí týmu, který dokázal v letech 2010, 2013 a 2015 vyhrát Stanley Cup. Během výluky NHL v sezoně 2012–13 působil v českém týmu Orli Znojmo, který hraje mezinárodní ligu EBEL. V listopadu roku 2016 mu byla diagnostikována roztroušená skleróza.

## Hráčská kariéra

### Amatérská a juniorská kariéra
V sezoně 2001–2002 získal titul (All-Ontario Bantam AAA) v "bantam" lize (dorost) s Torontem Red Wings.
Od podzimu 2002 se stal hráčem Ottawy (OHL), kde byl jeho trenérem Brian Kilrea, označovaný za jednoho z nejlepších juniorských trenérů. V prvním ročníku v dresu 67's nasbíral v 50 utkáních 17 bodů a 4 trestné minuty. Ve finále playoff proti Kitcheneru patřil mezi nejlepší hráče Ottawy. V sezoně 2003–2004 vstřelil v 59 střetnutích 20 branek a na 16 dalších přihrál. Vyloučen byl na 76 minut. V polovině sezony se zúčastnil CHL Top Prospects Game. V sezoně 2004–05 se zlepšil na 54 bodů v 66 zápasech a v playoff přidal dalších 17 bodů v 21 zápasech. Ottawa se i s jeho pomocí dostala podruhé ve 3 letech do finále playoff OHL, ale podlehla rozjetému Londonu. Sezonu 2005–06 začal opět v Ottawě, ale v polovině ledna byl vyměněn do Windsoru. Celkem v sezoně nasbíral 83 bodů (35+38) v 67 zápasech. OHL opustil s bilancí: 242 zápasů, 190 bodů za 94 branek a 96 asistencí, a 235 TM.
Ve vstupním draftu NHL 2004 byl draftován na celkově 41. místě Chicagem Blackhawks.

### Profesionální kariéra
V sezoně 2006–2007 hrál v Norfolku Admirals v AHL, kde odehrál 48 zápasů, ve kterých nasbíral 25 bodů. Vyšel mu především start do sezony, když v úvodních 4 zápasech bodoval a získal 8 bodů. V závěru sezony byl povolán do Chicaga a 5. dubna 2007 proti Detroitu si odbyl debut v NHL a rovnou ho ozdobil gólem. Za Blackhawks odehrál 3 utkání a dal 2 góly. Pak se vrátil do Norfolku, kde v playoff odehrál 2 utkání.
Ve svém 2. roce mezi profesionály odehrál za Rockford IceHogs, kam se přestěhovala farma Blackhawks z Norfolku, 73 utkání a nasbíral 39 bodů. Po sezoně byl vyhlášen hráčem IceHogs s největším zlepšením. Na 4 utkání se podíval i do NHL, ale nebodoval. V playoff přidal 5 bodů ve 12 utkáních, ale na Chicago Wolves ve 2. kole to nestačilo a Rockford vypadl po prohraném 7. utkání.
V sezoně 2008–2009 mu zdravotní potíže dovolili odehrát pouze 42 utkání za Rockford, ve kterých nasbíral 14 bodů (6+8) a 60 TM. V playoff si připsal 2 asistence, ale IceHogs vypadli v 1. kole. Po sezoně byl vyhlášen nejlépe hitujícím hráčem Rockfordu a 8. července 2009 prodloužil smlouvu s Blackhawks.
V průběhu sezony 2009–2010 dostal možnost několikrát se ukázat v dresu Blackhawks, za které celkem odehrál 16 utkání a nabíral 4 body (3+1) v obou ukazatelích byl nejlepším nováčkem v týmu. V Rockfordu přidal dalších 31 bodů (16+15) v 65 utkáních. V sestavě Blackhawks se objevil také ve 4 utkáních playoff v 1. a 2. kole, ale jeho jméno se na Stanley Cup nedostalo vzhledem k tomu, že neodehrál dostatečný počet zápasů v základní části a ani nenastoupil ve finále. Po sezoně, 28. července 2010, prodloužil s Blackhawks smlouvu o 3 roky.
V první celé sezoně v NHL (2010–2011) odehrál 78 utkání, ve kterých nasbíral 37 bodů (17+20). V gólech se umístil mezi všemi nováčky NHL na 9. místě a v bodech byl 12. Kromě pěkného bodového zisku nasbíral i 178 hitů, což ho řadilo na 2. místo mezi útočníky klubu. V závěru sezony, v utkání 8. dubna 2011 v Detroitu, odehrál svůj 100. zápas v NHL. V playoff odehrál 5 utkání a nasbíral 4 body. Již ve 2. utkání série proti Canucks utrpěl řeznou ránu na zápěstí. Následující utkání vynechal, pak se zkusil vrátit, ale po 6. zápase musel podstoupit operaci.
Ve své druhé kompletní sezoně v NHL odehrál 71 zápasů, ve kterých nasbíral 24 bodů (9+15) a 48 TM. Byl nejlepší z útočníků Blackhawks a 2. v týmu se 128 hity. V playoff v 1. kole proti Phoenixu zaznamenal ve 2. zápase 2 góly (včetně vítězného) a i když v ostatních 5 zápasech žádný nepřidal, dělil se o pozici nejlepšího střelce Blackhawks v playoff s Frolíkem a Toewsem. Vedl týmovou statistiku v počtu hitů v playoff (32). Chicago ovšem podruhé v řadě vypadlo z playoff hned v 1. kole.
V průběhu výluky v NHL v sezoně 2012–2013 se rozhodl odejít hrát do Evropy a již 3. října 2012 se dohodl s českým týmem HC Orli Znojmo, který hraje v mezinárodní lize EBEL. V době ukončení výluky byl 2. nejproduktivnějším hráčem týmu s 27 body (9+18) v 28 zápasech. Ve zkrácené sezoně hrál o novou smlouvu a celkem se mu dařilo, když skončil 6. v týmové produktivitě s 23 body (9+14). Ještě lépe si vedl v playoff, kde se postupně probojoval do první řady k Toewsovi a Kaneovi. Ve 23 zápasech playoff nastřílel stejně gólů jako v základní části a celkem nasbíral 17 bodů, což z něj činilo 2. nejproduktivnějšího hráče Blackhawks (5. nejproduktivnější hráč v playoff NHL). V 6. finálovém zápase proti Bostonu zařídil svým gólem vyrovnání 1 minutu a 16 sekund před koncem 3. třetiny a výrazně se tak podílel na zisku Stanley Cupu. Výborné výkony v playoff mu vynesly novou smlouvu na 4 roky s celkovým příjmem 16 milionů dolarů.
Očekávání po podpisu nové smlouvy nenaplnil a připsal si v základní části 2013–14 pouhých 15 bodů (11+4). Nastoupil jen do 59 zápasů, většinu musel vynechat kvůli zranění, ale 3 zápasy sledoval dokonce jen jako zdravý náhradník. V playoff se přece jen zlepšil a se 7 góly v 19 zápasech byl 3. nejlepší střelec Blackhawks v playoff.

## Ocenění a úspěchy
- 2004 CHL – Top Prospects Game
- 2015 NHL – Nejvíce hitů v playoff

## Prvenství
- Debut v NHL – 5. dubna 2007 (Chicago Blackhawks proti Detroit Red Wings)
- První gól v NHL – 5. dubna 2007 (Chicago Blackhawks proti Detroit Red Wings, kanadskému brankáři Chris Osgood)
- První asistence v NHL – 27. prosince 2009 (Chicago Blackhawks proti Nashville Predators)

## Klubová statistika
| Sezóna       | Klub                | Soutěž       |     | Základní část | Základní část | Základní část | Základní část | Základní část |    | Play off | Play off | Play off | Play off | Play off |
| Sezóna       | Klub                | Soutěž       | Z   | G             | A             | B             | TM            | Z             | G  | A        | B        | TM       |          |          |
| 2000–01      | Toronto Red Wings   | GTHL         | 65  | 78            | 62            | 140           | 20            | —             | —  | —        | —        | —        |          |          |
| 2001–02      | Toronto Red Wings   | GTHL         | 65  | 31            | 41            | 72            | 76            | —             | —  | —        | —        | —        |          |          |
| 2002–03      | Ottawa 67's         | OHL          | 50  | 7             | 10            | 17            | 4             | 20            | 5  | 3        | 8        | 12       |          |          |
| 2003–04      | Ottawa 67's         | OHL          | 59  | 20            | 16            | 36            | 76            | 7             | 3  | 0        | 3        | 11       |          |          |
| 2004–05      | Ottawa 67's         | OHL          | 66  | 22            | 32            | 54            | 95            | 21            | 5  | 12       | 17       | 32       |          |          |
| 2005–06      | Ottawa 67's         | OHL          | 41  | 28            | 22            | 50            | 41            | —             | —  | —        | —        | —        |          |          |
| 2005–06      | Windsor Spitfires   | OHL          | 26  | 17            | 16            | 33            | 19            | 7             | 5  | 5        | 10       | 10       |          |          |
| 2006–07      | Norfolk Admirals    | AHL          | 48  | 10            | 15            | 25            | 66            | 2             | 0  | 0        | 0        | 0        |          |          |
| 2006–07      | Chicago Blackhawks  | NHL          | 3   | 2             | 0             | 2             | 0             | —             | —  | —        | —        | —        |          |          |
| 2007–08      | Rockford IceHogs    | AHL          | 73  | 19            | 20            | 39            | 52            | 12            | 2  | 3        | 5        | 11       |          |          |
| 2007–08      | Chicago Blackhawks  | NHL          | 4   | 0             | 0             | 0             | 2             | —             | —  | —        | —        | —        |          |          |
| 2008–09      | Rockford IceHogs    | AHL          | 42  | 6             | 8             | 14            | 60            | 4             | 0  | 2        | 2        | 4        |          |          |
| 2009–10      | Chicago Blackhawks  | NHL          | 16  | 3             | 1             | 4             | 5             | 4             | 0  | 1        | 1        | 2        |          |          |
| 2009–10      | Rockford IceHogs    | AHL          | 65  | 16            | 15            | 31            | 58            | —             | —  | —        | —        | —        |          |          |
| 2010–11      | Chicago Blackhawks  | NHL          | 78  | 17            | 20            | 37            | 40            | 5             | 2  | 2        | 4        | 0        |          |          |
| 2011–12      | Chicago Blackhawks  | NHL          | 71  | 9             | 15            | 24            | 48            | 6             | 2  | 0        | 2        | 4        |          |          |
| 2012–13      | Chicago Blackhawks  | NHL          | 48  | 9             | 14            | 23            | 25            | 23            | 9  | 8        | 17       | 14       |          |          |
| 2012–13      | Orli Znojmo         | EBEL         | 28  | 9             | 18            | 27            | 14            | —             | —  | —        | —        | —        |          |          |
| 2013–14      | Chicago Blackhawks  | NHL          | 59  | 11            | 4             | 15            | 28            | 19            | 7  | 3        | 10       | 8        |          |          |
| 2014–15      | Chicago Blackhawks  | NHL          | 80  | 14            | 14            | 28            | 38            | 18            | 0  | 5        | 5        | 14       |          |          |
| 2015–16      | Chicago Blackhawks  | NHL          | 25  | 0             | 2             | 2             | 2             | —             | —  | —        | —        | —        |          |          |
| 2015–16      | Rockford IceHogs    | AHL          | 47  | 15            | 16            | 31            | 23            | 3             | 0  | 1        | 1        | 2        |          |          |
| 2016–17      | Carolina Hurricanes | NHL          | 11  | 1             | 0             | 1             | 4             | —             | —  | —        | —        | —        |          |          |
| Celkem v NHL | Celkem v NHL        | Celkem v NHL | 395 | 66            | 70            | 136           | 192           | 75            | 20 | 19       | 39       | 42       |          |          |